# Білобров Юрій Миколайович
Ю́рій Микола́йович Білобро́в  (23 березня 1943, Новосибірськ) — український фахівець у галузі металургійного та прокатного обладнання. Кандидат технічних наук (2001). Заслужений винахідник України. Герой України (2004).

## Біографічні відомості
Головний конструктор відділу прокатного обладнання закритого акціонерного товариства «Новокраматорський машинобудівний завод» (Краматорськ Донецької області).
2001 року захистив кандидатську дисертацію «Керування геометричними розмірами штаби на прокатних станах».

## Державні нагороди
- Звання Герой України з врученням ордена Держави (27 вересня 2004) — за визначні особисті заслуги перед Українською державою у розвитку вітчизняного машинобудування, самовіддану працю, високий професіоналізм[1]
- Орден «За заслуги» III ст. (23 вересня 1999) — за значний особистий внесок в освоєння випуску нових видів високоефективної продукції машинобудування[2]
- Заслужений винахідник України (21 вересня 1994) — за особистий внесок у розвиток виробництва, освоєння випуску нових видів високоефективної продукції[3]
- Державна премія України в галузі науки і техніки 2002 року — за розробку і реалізацію енерго- і ресурсозберігаючих технологічних циклів виробництва конкурентоспроможних металовиробів на основі комплексу печей-ковшів і машин безперервного лиття заготовок (у складі колективу)[4]
- Відзнака Президента України — ювілейна медаль «20 років незалежності України» (19 серпня 2011) — за значний особистий внесок у соціально-економічний, науково-технічний та культурно-освітній розвиток Української держави, вагомі трудові здобутки та багаторічну сумлінну працю[5]